# Domaine wallon de France
Pour les articles homonymes, voir Wallonie (homonymie).
Le domaine wallon de France, également appelé Wallonie de France ou Wallonie française, est la portion de l'aire linguistique wallonne située en France. Le parler wallon de ce domaine est parfois appelé, de manière restrictive, le wallon givetois.
La plupart des localités qui composent ce domaine linguistique ont été cédées à la France par l'Espagne en vertu du traité de Lille (c'est le cas de Fromelennes, Givet, Haybes, Hargnies, Landrichamps, Rancennes et Vireux-Wallerand) ou par les Pays-Bas autrichiens en vertu de la convention du 16 mai 1769 (c'est le cas de Fumay, Montigny-sur-Meuse et Revin),.

## Situation

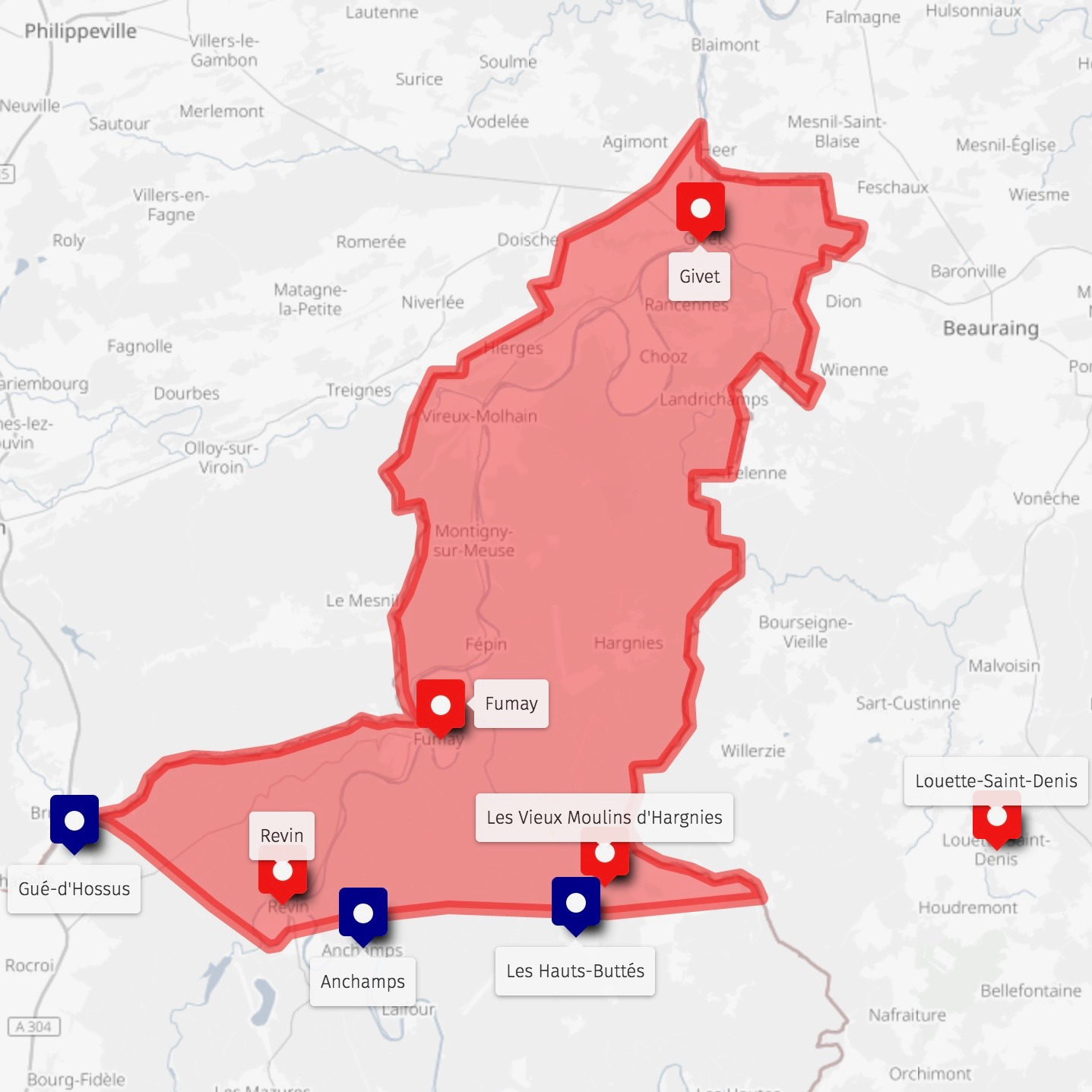
Le domaine wallon de France, d'après les observations du linguiste Charles Bruneau. En bleu, les localités champenophones limitrophes.

Le domaine wallon de France s'étend sur les cantons de Givet et de Revin (à l'exclusion de la commune d'Anchamps). Ce domaine est donc constitué de 18 communes,. Sa limite sud est située à hauteur de Revin et du hameau Les Vieux Moulins (Hargnies). Ainsi, le linguiste Charles Bruneau indique que « si donc vous tracez une ligne partant de la frontière belge, à l'est du Gué-d'Hossus (laissant ce village en-dehors), coupant la Meuse entre Revin et Anchamps, traversant le plateau entre les Vieux-Moulins d'Hargnies et les Hauts-Buttés pour rejoindre la frontière belge à la hauteur de Louette-Saint-Denis, vous délimiterez très exactement tous les villages wallons du département des Ardennes. Au fond, c'est la pointe de Givet, seule, qui est wallonne ». Cependant, contrairement à ce dernier, qui situe la frontière linguistique au sud du hameau Les Vieux Moulins, Albert Doppagne place le faisceau d'isoglosses marquant le passage du wallon au champenois au nord de ce hameau.
Bruneau, qui a décrit plusieurs isoglosses constituant la frontière entre le wallon de France et la langue champenoise, note que l'obstacle naturel constitué par la forêt d'Ardenne explique la différenciation entre ces langues. Il note, à cet égard, que plusieurs villages situés sur la frontière méridionale du domaine wallon de France (Anchamps, Laifour, Les Vieux Moulins d'Hargnies, Les Hauts-Buttés) sont d'installation postérieure au XVIe siècle, ce qui a limité les rapports entre les deux communautés linguistiques et a retardé les emprunts.

### Variation interne

Les quatre grandes variétés de wallon.

Comme pour beaucoup de langues régionales, des différences locales existent au sein du wallon de France, suivant un continuum dialectal,. Si le wallon proprement givetois relève clairement du wallon central, le parler de certaines localités de la frontière ouest de la botte se rapproche du wallon occidental parlé en Belgique dans les communes frontalières de Doische, Viroinval et Couvin.
En 1910, le lexicographe Jules Waslet (wa) distingue ainsi deux sous-dialectes givetois :

« Le givetois se divise lui-même en deux sous-dialectes, ceux d’AYI et d’OYI, d’après la manière d’exprimer l’adverbe d’affirmation oui. A chacune de ces divisions correspondent des différences notables dans la composition de certains mots, surtout dans le radical et la terminaison des verbes. 
Les localités où l’on dit ayi sont d’abord le chef-lieu de canton, Givet, dont les habitants, en général, parlent français, mais peuvent, à l’occasion, s’exprimer en patois. Viennent ensuite les communes de Fromelennes, Landrichamps, Charnois, Rancennes et Chooz. Le wallon de ces localités diffère peu et présente certaines analogies avec le namurois. Ham, Vireux-Wallerand, Vireux-Molhain, Hierges, Aubrives et Foisches emploient le langage d’oyi ; bien que l’adverbe ayi soit usité dans les trois dernières localités, c’est le sous-dialecte d'oyi qui est surtout en  usage. »

Albert Doppagne, étudiant les parlers wallons et champenois environnant le secteur sud-est du domaine, des deux côtés de la frontière nationale (et notamment le parler d'Hargnies), note quant à lui que l'« individualité du parler de toutes les localités de [cette] zone d'exploration ne fait guère de doute ». Il rejette dès lors l'idée qu'une délimitation nette des dialectes serait possible et prône à la place une conception qu'il appelle « la théorie des seuils ».

### Statut
La langue wallonne est incluse dans la « liste des langues pratiquées sur le territoire national, et distinctes de la langue officielle » annexée au Rapport Cerquiglini, établi en 1999 à la demande du gouvernement Lionel Jospin. La Délégation générale à la langue française et aux langues de France (DGLFLF) la fait également figurer dans la liste des langues régionales faisant partie du « patrimoine de la France », en vertu de l'article 75-1 de la Constitution.

### Vitalité
Charles Bruneau mentionne que, dans les années 1910, le wallon n'était presque plus pratiqué à Revin, qui constitue la limite méridionale du domaine wallon de France. Plus au nord, à Chooz, le wallon demeure la langue usuelle en 1939.

## Description
Le wallon de France a été documenté au moyen de disques de cire par Ferdinand Brunot et Charles Bruneau, lors d'une tournée d'enquête visant les parlers wallon, lorrain et champenois de la région de l'Ardenne, en juin et juillet 1912. Jean Haust a donné un récit détaillé d'une de ces collectes dans le village de Landrichamps, situé en Wallonie de France. Outre de Landrichamps, ces enregistrements comprennent, pour le domaine wallon de France, des échantillons des parlers de Chooz, Foisches, Fumay, Haybes, Ham-sur-Meuse et Hargnies.
Ce wallon est du reste décrit par plusieurs dictionnaires et lexiques :
| Auteurs                 | Titre                                                            | Années    |
| ----------------------- | ---------------------------------------------------------------- | --------- |
| Jules Waslet            | Vocabulaire wallon-français (dialecte givetois)                  | 1910-1914 |
| Albert Vauchelet        | Tous les patois des Ardennes. Vieux langages et vieilles choses  | 1940      |
| Hélène Blin             | « Le vocabulaire revinois de la cuisine », dans Ardenne Wallonne | 1974      |
| René et Claire Limbourg | « Glossaire », dans Les Cahiers Wallons                          | 1979      |
| Paul Lotterie           | Patouè des vies djins d'Harnies, ou Patois d'Hargnies            | 1979      |

Par ailleurs, deux points d'enquête de l'Atlas linguistique de la Wallonie sont situés dans la pointe de Givet (à Chooz et à Hargnies). L'enquête y a été menée en 1949 et 1950 par le philologue Maurice Piron, qui a employé comme témoins les maires de ces deux localités, Jules Briquelet et Albert François.

### Caractéristiques

#### Phonétique et phonologie
D'après Charles Bruneau, une des caractéristiques les plus nettes du wallon, par rapport à la langue champenoise voisine, est le maintien du s devant une consonne, par exemple dans les termes spine (épine) ou stôve/stôle (étable) :

« j'ai décidé, dans le cas présent, de prendre comme caractéristique du wallon le maintien de l's devant consonne dans le mot étable : wallon stóf [orth. wall. stôve], stól [orth. wall. stôle], opposé au champenois étál [orth. wall. étâle], au lorrain étól [orth. wall. étôle], etc. La région de Givet, au nord de Fumay, dit stóf [orth. wall. stôve] : c'est du namurois. Au sud, la ligne qui va de Rocroi à Neufchâteau sépare le wallon stól [orth. wall. stôle] des formes variées du champenois et du lorrain. »

Albert Doppagne note quant à lui que la limite entre les formes wallonne et champenoise du mot français eau constitue « un trait qui a été souvent retenu pour servir à distinguer les dialectes champenois des dialectes wallons ». Aux alentours de la frontière linguistique, ces formes sont respectivement ḕw (wallon) et yọ̈.

#### Lexique
Se basant sur les enquêtes de Charles Bruneau, le linguiste Michel Tamine note que les mots correspondant à la préposition française chez peuvent être considérés comme des marqueurs lexicaux de la limite dialectale séparant le wallon du champenois.
À la suite d'une enquête, Albert Doppagne a relevé que le village d'Hargnies et ses localités voisines ne disposent pas de terme simple pour dire pleuvoir. Ils recourent donc à la périphrase fé̄ lḕ, qui signifie « faire laid ». Il s'agit d'une caractéristique locale, qui ne s'observe pas dans les localités belges limitrophes comme Bourseigne-Neuve, ni dans les localités plus septentrionales du domaine wallon de France comme Chooz, ce que confirme l'Atlas linguistique de la Wallonie.

### En toponymie
La toponymie des villages wallons de France a fait l'objet d'une enquête d'Albert Doppagne.

## Identité
La pointe de Givet a constitué avant 1914 l'un des trois territoires « wallons » (de langue wallonne) hors de la Wallonie « belge », avec Doncols et Sonlez (la Wallonie Grand-Ducale qui s'est presque éteinte), et la Wallonie prussienne (ou Wallonie malmédienne). Bien que les locuteurs wallons de France n'ont généralement pas conscience d'appartenir à cette famille linguistique,, certaines personnes informées, comme le linguiste Charles Bruneau, né à Chooz, revendiquent le titre de « Wallons de France ».
Même si les habitants de la Botte de Givet ne parlent plus beaucoup le wallon[réf. nécessaire], des traces en demeurent : à Dinant, on dit « Vîve Djivèt po l' pèkèt » et, à Givet, on dit de soi-même « Brâmint d' pîres mins pont d' caurs » (beaucoup de pierres mais pas d'argent), allusion aux rocs et versants abrupts de la vallée où se nichent toujours les garnisons militaires.

## Dans le domaine culturel

### Littérature

#### Œuvres orales ayant fait l'objet de collectes
Une élégie en wallon de Givet a été collectée en 1829 par un certain Aimé Chapuis fils. Prosper Tarbé a également publié deux échantillons d'œuvres en wallon de France (une version de la parabole du Fils prodigue et une pastourelle) collectés dans la première moitié du XIXe siècle.
En 1912, Charles Bruneau a collecté quatre récits plaisants racontés dans un mélange de français et de wallon de Vireux, par « un vieillard d'une soixantaine d'années ».

#### Œuvres écrites
Plusieurs écrivains français se sont par la suite exprimés en langue wallonne :
- Michel Dricot (wa) (dialecte de Vireux)
- Ghislaine Caussin (wa) (dialecte de Fumay)
- Auguste Saladin (wa) (dialecte de Fumay)

La revue Ardenne Wallonne publie également des écrits en wallon.

### Médias
Un hebdomadaire en wallon de Fumay, intitulé Què disse ?, a paru le dimanche à partir de décembre 1901. Il était publié par l’imprimerie Beurlet-Fumay. Un total de 39 numéros a paru, jusqu'au 28 septembre 1902.
Le militant et auteur namurois Charles Massaux (wa) (1934-2022) a animé une émission en wallon appelée Li p’tite Gayole (du nom de la chanson éponyme) sur Fugi FM, la radio de la pointe des Ardennes,.
Le journal L'Ardennais publie sur la locale de Vireux le petit entrefilet « Kè disse à Vireux ».[réf. nécessaire]